# Aleuropteryx ressli
Aleuropteryx ressli är en insektsart som beskrevs av Rausch et al. 1978. Aleuropteryx ressli ingår i släktet Aleuropteryx och familjen vaxsländor. Inga underarter finns listade i Catalogue of Life.